# Catedral de Salisbury
La catedral de Salisbury es troba a la localitat anglesa de Salisbury, al comtat de Wiltshire, Anglaterra.
La catedral destaca per l'excel·lènt arquitectura, característica del gòtic anglès antic, del qual és l'expressió més acabada i més pura.

## Arquitectura
Hom afirma que el primer mestre d'obres de la catedral va ser Nicholas of Ely, si bé el títol d'arquitecte i creador de l'edificació s'atribueixen a Elias of Derham, que havia treballat en nombroses obres a la ciutat. En la construcció es van emprar calcària gris plata de Chilmark i marbre de Purbeck. El transsepte oest i la nau són impressionants per les seves dimensions. A l'interior, poden veure's magnífiques estàtues jacents, entre les quals destaca la de Guillerm Largaespasa, mort el 1226, el reliquiari de sant Osmond (mort el 1099) i el rellotge més antic en funcionament d'Anglaterra (vers 1386).
A la capella de la Trinitat, la vidriera blava dedicada als Prisoners of Conscience (1980) és obra de Gabriel Loire, mestre vidrier originari de Chartres. Des de la teulada, s'observa una bonica vista sobre Old Sarum. El magnífic claustre, començat el 1263, és d'estil gòtic decorat. Conserva un fris que representa escenes de l'Antic Testament (restaurat en el segle xix) a la sala capitular i una de les quatre còpies originals de la Carta Magna del rei Joan al primer pis.

## Història
La construcció va començar el 20 d'abril de 1220, durant el regnat d'Enric III, en traslladar-se el bisbat des d'Old Sarum essent bisbe Richard Poore. El nou edifici va ser advocat a la Verge Maria. El 1258 es van completar la nau, el creuer i el cor. L'espectacular façana oest es va acabar el 1265. El 1320, es va acabar de construir la torre i l'agulla. Amb una alçària de 123 m, l'agulla de la catedral de Salisbury és la més alta de tot Anglaterra.
Tanmateix, l'agulla que havia de donar grandesa a la catedral es va convertir en un autèntic problema. Junt amb la torre, va afegir 6.500 tones al pes de l'edifici. Al llarg dels anys, s'han anat afegint diferents mitjans de subjecció per evitar que l'abadia s'esfondri per l'excés de pes, tal com va ocórrer amb l'abadia de Malmesmury.
El 1790, l'arquitecte James Wyatt va realitzar alguns canvis significatius, i controvertits, a la catedral. Aquests canvis incloïen la substitució del cor originari, nombroses obres en el seu interior i la demolició de la torre de la campana que s'alçava una altura de 100 m a la zona nord-oest de l'edifici principal. Es diu que només el va fer enderrocar per poder vendre els materials per tal de sufragar les obres.

## Galeria d'imatges

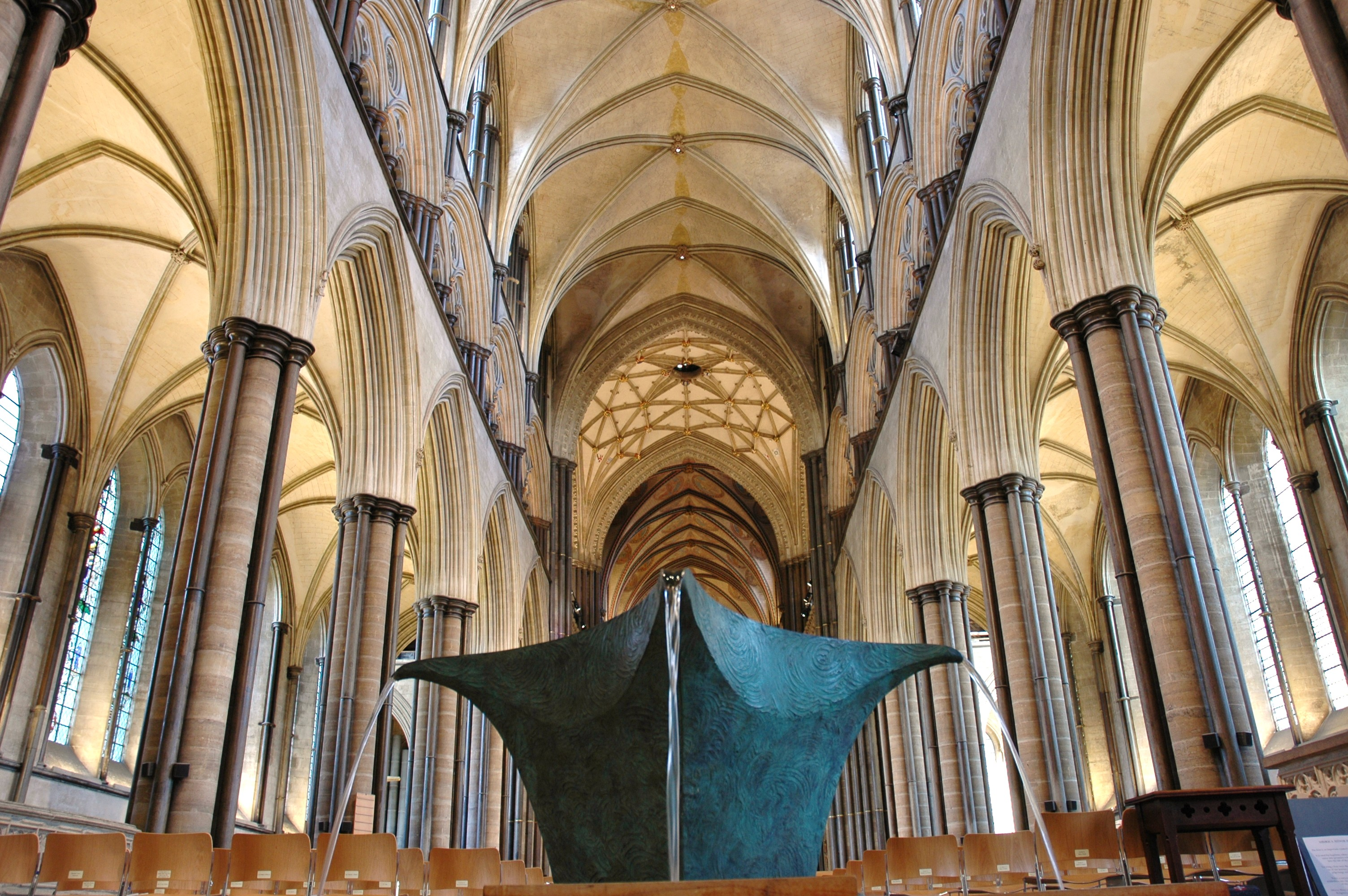
Interior
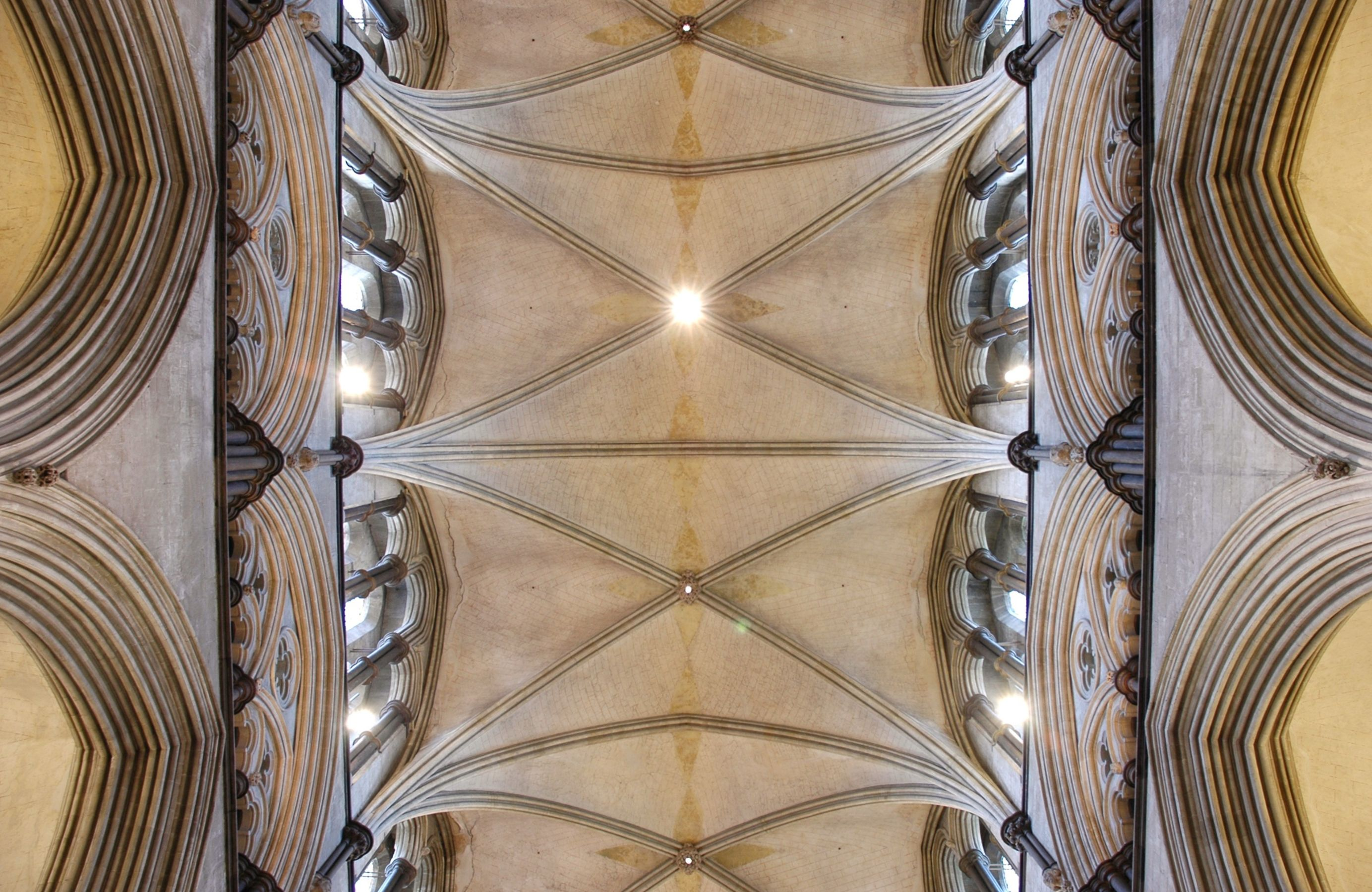
Volta
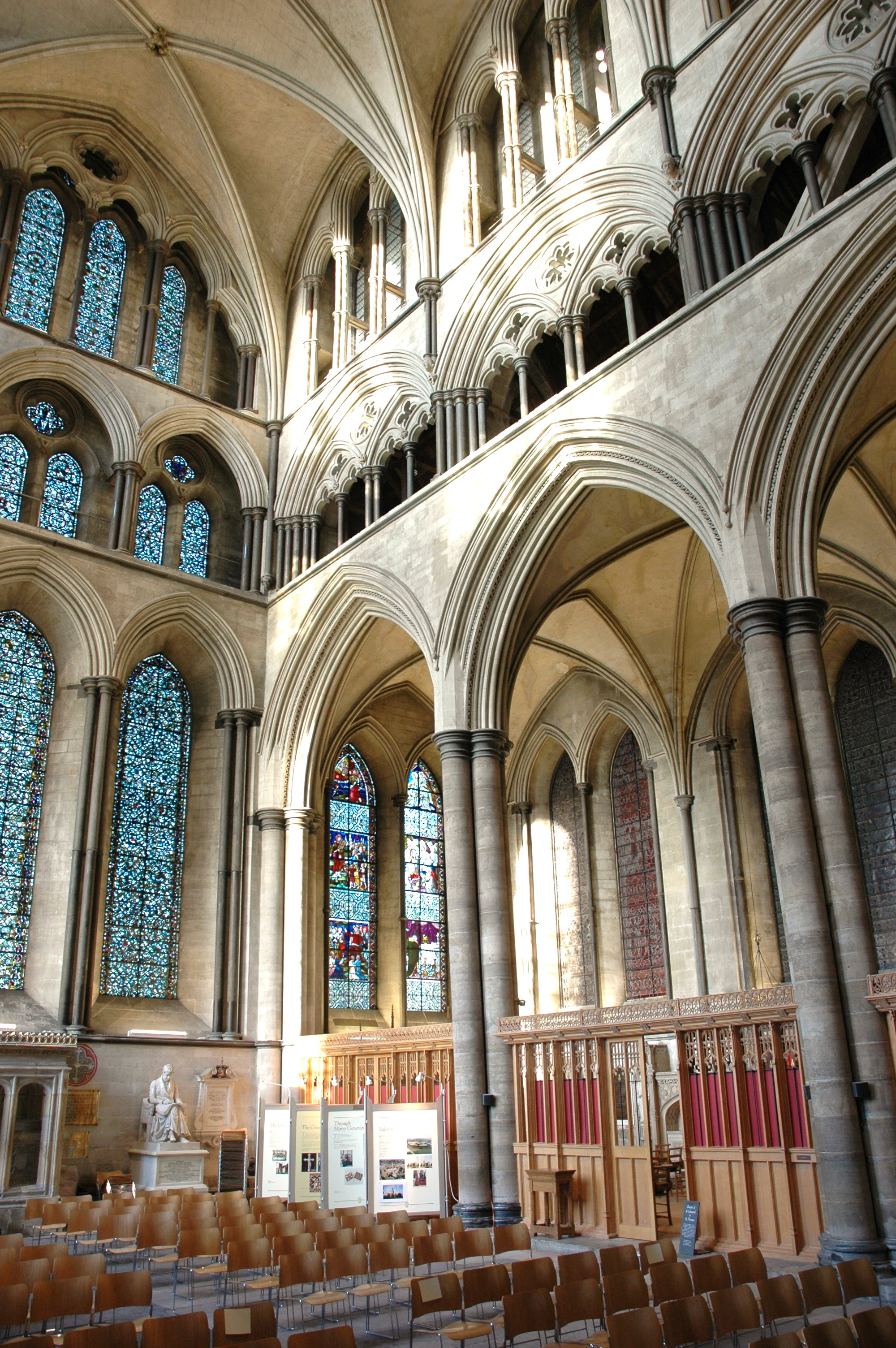
Transsepte
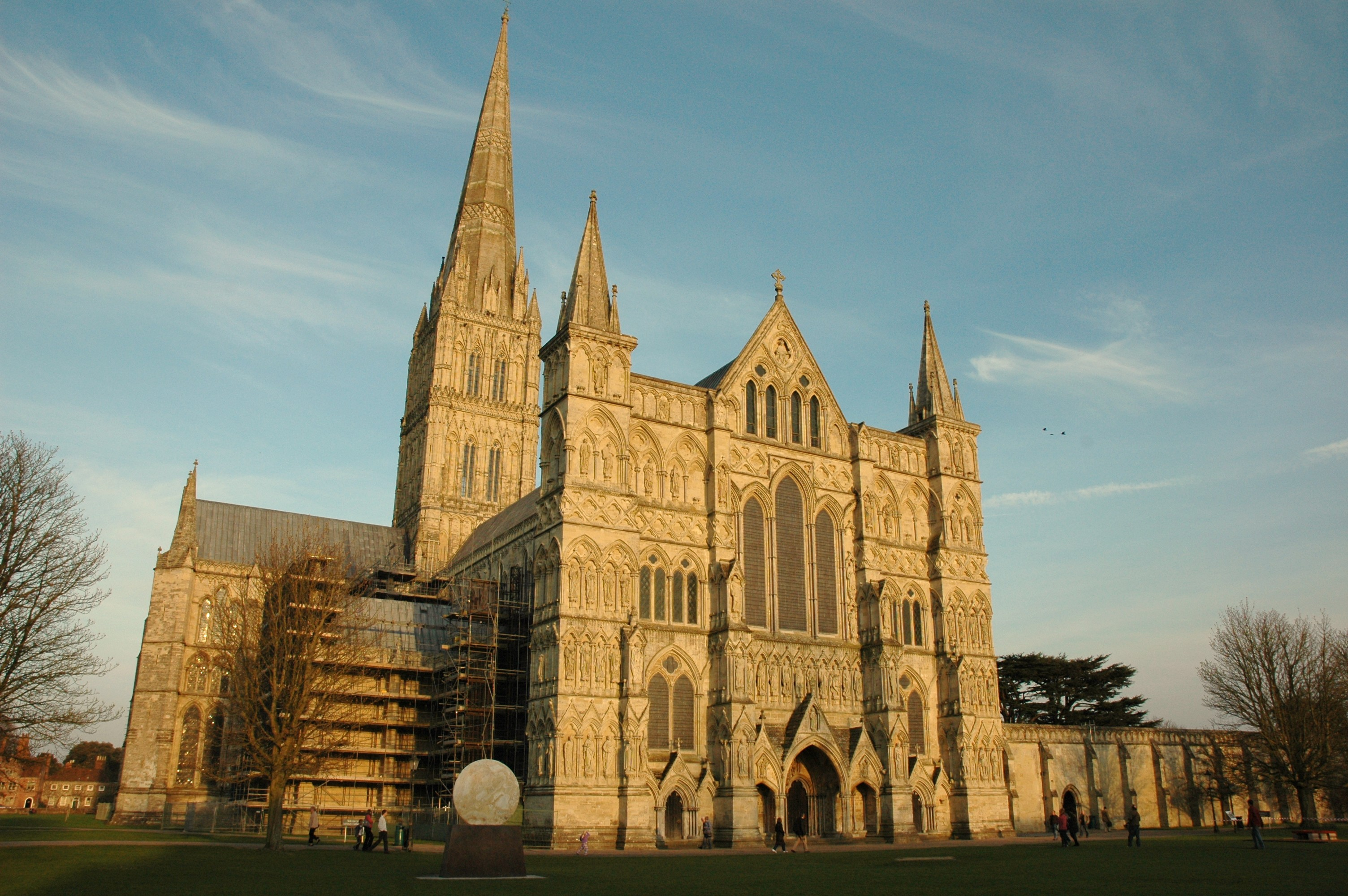
Catedral de Salisbury. Façana de ponent